# Cristatusaurus
Cristatusaurus ist eine Gattung fleischfressender Dinosaurier aus der Gruppe Spinosauridae. Bisher sind lediglich Kieferknochen und Rückenwirbel bekannt, die aus der Unterkreide (Aptium) des Nigers stammen. Einzige Art ist Cristatusaurus lapparenti. Es ist umstritten, ob Cristatusaurus als gültige Gattung oder als ein Nomen dubium (zweifelhafter Name) einzustufen ist, oder ob die Fossilien tatsächlich zu dem verwandten Baryonyx gehören.

## Merkmale
Die Körperlänge lässt sich aufgrund der sehr wenigen bekannten Fossilien nur schwer schätzen – Cristatusaurus könnte jedoch eine Länge von ungefähr zehn Metern gehabt haben. Die gefundenen Rückenwirbel sind mit 13,5 Zentimetern Länge etwa ebenso groß wie die größten bekannten Wirbel von Spinosaurus maroccanus.
Die Zähne waren wie bei anderen Spinosauriden konisch. Verglichen mit verwandten Gattungen waren die Zähne leicht seitlich abgeflacht und leicht gesägt – im Gegensatz zu dem verwandten Irritator, dessen Zähne ungesägt waren. Das Zwischenkieferbein war verglichen mit dem des verwandten Baryonyx kurz und von der Seite betrachtet hakenförmig.

## Gültigkeit der Gattung und Systematik
Die Gültigkeit dieser Gattung ist umstritten. So lassen sich die Fossilien nicht deutlich von der verwandten Gattung Baryonyx abgrenzen. Verschiedene Forscher führen Cristatusaurus als Nomen dubium (zweifelhafter Name). Andere Forscher schreiben diese Fossilien Baryonyx zu (als Baryonyx sp.), was Christatusaurus zu einem jüngeren Synonym von Baryonyx macht. Thomas Holtz (2004) hält Cristatusaurus jedoch weiterhin für eine gültige Gattung, und ordnet sie innerhalb der Baryonychinae ein, einer Untergruppe der Spinosauridae.

## Forschungsgeschichte und Namensgebung
Fossilien stammen aus der Gadoufaoua-Lokalität der Tegama-Formation. Das Typmaterial (Exemplarnummer MNHN GDF 366) besteht aus beiden Zwischenkieferbeinen (Prämaxillare), sowie Teilen des rechten Ober- und Unterkiefers. Weitere, der Gattung zugeschriebene Funde schließen ein verschmolzenes paariges Zwischenkieferbein sowie einen Rückenwirbel mit ein. Cristatusaurus wurde 1998 mit der Art Cristatusaurus lapparenti von Philippe Taquet und Dale Russell benannt. Der Name Cristatusaurus bedeutet so viel wie „Kamm-Echse“ (lat. cristatus – „Kamm“, gr. sauros – „Echse“). Das Artepitheth lapparenti ehrt den Paläontologen Albert de Lapparent, welcher bedeutend zum Verständnis der Dinosaurierfunde der Sahara beitrug und die Grabungsarbeiten im Jahr 1966 unterstützte.